# Жанубий Козогистон
Жанубий Козогистон (с узб. — «Южный Казахстан») — государственная общественно-политическая газета на узбекском языке, издающаяся в Казахстане. Является самой популярной газетой, издающейся на узбекском языке, в Казахстане.
Первый выпуск газеты состоялся 5 апреля 1991 года под названием «Дустлик байроги» (с узб. — «Знамя дружбы»). Газета, тираж которой вначале составлял 2-3 тысячи экземпляров, стала политически значимой, а также ориентировалась на быт многонационального народа Казахстана, в частности, проживающих в нем узбеков (согласно переписи населения за 2021 год, их численность в Казахстане составляет 637 880 человек, что делает их третьим по численности народом Казахстана). Первоначально редакцию курировал один из основателей узбекской журналистики Казахстана, поэт и переводчик Сабыржан Юсуфалиев.
В 1998 году газета была переименована в «Жанубий Козогистон». Учредителем обновлённого издания стал областной акимат.
В 2016 году  была признана «Лучшим изданием года» и награждена специальной премией акима Южно-Казахстанской области.
В разное время редакцию газеты возглавляли Сабиржан  Юсуфалиев (будущий депутат Парламента РК первого созыва), Хавазмат Қошқаров, Абдумалик  Сармонов, Фахриддин  Каратаев (будущий депутат Мажилиса Парламента РК двух созывов), Мураджан  Абубакиров и Алишер Сатвалдиев. 
Газета освещает культуру и традиции, язык и ценности, искусство и историю проживающих в Казахстане узбеков. Ежемесячно публикуются специальные страницы газеты «Шаңырақ», «Адабиет ва санъат», «Урсидоят сари», «Кун вааетает», «Кўнгил кўчалари», «Мактабдош», «Суббатдош», «Турмуш чорра урсаларида» и другие. Также вокруг газеты сформировались литературные объединения «Чашма», «Исфижоб», «Чимкент», «Сайрам», «Карвон» и «Шамчироқ».
Газета выходит два раза в неделю. Она остается оперативным и объективным источником новостей и событий областного, республиканского и международного масштаба для своих читателей. Как утверждают эксперты, газета является «золотым мостом», соединяющим Казахстан с Узбекистаном.
В ноябре 2021 года газета отметила свой 30-летний юбилей.